# Cette fille c'était moi
Cette fille c'était moi est une chanson française interprétée par Michèle Torr et sorti en 1975 chez AZ. Le disque sera distribué par Discodis. 
En France, le disque se vendra à plus de 200 000 exemplaires exemplaires, devenant une des plus belles ventes de la chanteuse en cette année 1975.
Michèle Torr enregistrera une version allemande de cette chanson, Wie das Leben so spielt, qui sortira sur disque en Allemagne en 1975 également et qui aura pour face B la version allemande de la chanson Bleue, Die Farben dieser Welt.